# Hakam
Hakam (arabiska: حكم) betyder skiljedomare eller medlare. Under förislamisk tid saknade det arabiska samhället ett organiserat juridiskt system. Konflikter mellan olika stammar och klaner om egendom, arv osv. med undantag för konflikter om mord löstes av hakam. Hakam valdes av alla parter i konflikten p.g.a. sina personliga egenskaper. Han var ofta känd för sitt goda rykte och sin förmåga att lösa konflikter. Hakam tillhörde en respekterad familj och var ofta en kahin (arabiska: كاهـن), siare, och ansågs ha övernaturliga förmågor.
När parterna kom överens om vem de skulle välja till hakam och personen i frågan accepterade att agera som en medlare lämnade parterna en del av sin egendom eller en annan pant till hakam. Panten stod för säkerhet och garanterade att hakams beslut skulle följas. Beslutet av hakam var slutgiltigt men inte tvingande för parterna men verkställandet garanterades av panten. Hakam grundade sina beslut på sunna, lokala seder och traditioner å ena sidan, å andra sidan utvecklade han sunna genom sina beslut och gjorde den normerande.
År 621 fick Profeten Muhammed kontakt med stammar i Yathrib (arabiska: يثرب) (Medina) och fick erbjudandet att vara skiljedomare. 622 begav han sig till Yathrib tillsammans med några av sina följeslagare. Han hade dessförinnan fått Koranens uppenbarelser under 12 år. Han grundade sina beslut i medlingar på sina uppenbarelser och bortsåg från de lokala traditionerna. Eftersom den viktigaste idén i islam är tawhid (arabiska: توحيد), Guds absoluta enhet och suveränitet, erkände Muhammed inte naturen av kahin och förkastade således den typ av medling som praktiserades i det hedniska Arabien. Med tiden fick begreppet sunna en annan innebörd och används nu i betydelse av Muhammeds normerande sed och beteende. Nuförtiden kan man vända sig till hakam som medlar i enlighet med sharia och fiqh. Koranen föreskriver bland annat att man skall förordna hakam från makens och hustruns familjer för att lösa äktenskapsproblem. Bara personer som uppfyller kraven för att vara kadi (arabiska: قاضي) kan vara hakam. Hakams beslut gäller bara för parterna som anlitar honom. Kadi kan bortse från hakams beslut om det inte stämmer överens med kadis rättsskola (madhhab) eller sharia.